# Ioannidou Thomai
Ioannidou Thomai (Budapest, 1957. június 10. –) üvegtervező művész.

## Pályafutása
1976és 1980 között a Képző- és Iparművészeti Szakközépiskola tanulója, Vida Zsuzsa tanítványa. Érettségi után 1980-tól 1985-ig a  Magyar Iparművészeti Főiskolán üvegtervezés szakos, a mestere Bohus Zoltán volt. 1985 és 1991 között az Üvegipari Művek tervezője. 1988,1989-ben a Royal College of Art hallgatója, ahol Sir Eduardo Paolozzi is tanította.
1982-től készíti a Szombathelyi Textilbiennálé érmeit. Elsősorban az üveg plasztikai alakítása foglalkoztatja. Érzékeny, különös világot hoz létre hideg üvegből. Műveit alaposan megtervezi, az alkotóelemek összhangban állnak egymással, pontosan megszerkesztettek.

## Tagságok
- 1985 Magyar Népköztársaság Művészeti Alapja (MNMA), ma MAOE
- 1985 Fiatal Iparművészek Stúdiója, üveg szakosztály vezető
- 1988 Magyar Képzőművészek és Iparművészek Szövetsége MKISZ Üveg és Érem szakosztály
- 1989 Fiatal Képzőművészek Stúdiója
- 1996 Magyar Üvegművészeti Társaság

- 2013 Kispesti Helikon Kulturális Egyesület
- 2014 Kariatidák – Görög-Magyar Nők Kulturális Egyesülete
- 2014 Magyar Szobrász Társaság
- 2021 MKISZ Interdiszciplináris és Szobrász szakosztály

## Válogatott kiállítások

### Egyéni kiállítások
- 2011 Festetics György Galéria, Hévíz
- 2016 ByArt Galéria Budapest

### Csoportos kiállítások
- 1985, 1987 V. és VI. Országos Érembiennálé, Sopron
- 1986 FIS kiállítás, Los Angeles;
  - IV. Szocialista Országok Iparművészeti Quadriennáléja, Erfurt
- 1987 Ünnep, FIS kiállítás, Vigadó Galéria, Budapest;
  - Jung Glas ’87, Glass Museum, Ebeltoft (DK)
- 1988 Derkovits-ösztöndíjasok kiállítása, Szombathelyi Képtár, Szombathely
- 1990 I. Tihanyi Üvegtriennálé, Kortárs magyar üveg 1990, Tihanyi Múzeum, Tihany
- 1993 Stúdióüveg, Szentendrei Képtár, Szentendre
- 1995 Paradoxon – Üveg – Művészet, Iparművészeti Múzeum, Budapest
- 2001 XI. Nemzetközi Üvegszimpozion zárókiállítása, Bárdudvarnok
- 2002 Az üveg jelentése, Iparművészeti Múzeum, Budapest
- 2010 Az üveg és ami mögötte van, Veszprém, Laczkó Dezső Múzeum
- 2011 III. Nemzetközi Szilikátművészeti Triennálé, Kecskemét
- 2012 FIDEM Nemzetközi Érembiennálé, Glasgow
- 2012, 2014 A Magyar Üvegművészeti Társaság kiállítása, B55ös Galéria Budapest
- 2012 Magyar Kortárs Üvegművészeti kiállítás Győr Napoleon ház, MKISZ szervezés
- 2013, 2015 XIX. és XX.Országos Érembiennálé, Sopron[1]
- 2014 Evidencia. III. Szobrászati Biennále, Szentendre
- 2014 XXXIII. FIDEM Nemzetközi Érembiennálé, Sofia, Bulgária
- 2015 Ars Sacra, Méltóság Napja Templom, Budapest
- 2016 XXXIV. FIDEM Nemzetközi Érembiennálé, Ghent, Belgium
- 2017 „A szobrászat napja” Országos Kisplasztikai Tárlat, Stefánia Palota, Budapest;
  - XXI. Arcok és Sorsok Országos Portré Biennálé, Hatvani Galéria, Hatvan
- 2017, 2019 Magyar Üvegművészeti Társaság Válogatás, Art Market, Budapest;
- 2018 XXXV. FIDEM, Toronto;
  - Rész és Egész, Mank Szentendre;
  - Helikon, Zsámbék
- 2018–19 Versvonzatok PIM Budapest, Pesterzsébeti Tavaszi Tárlat, Budapest
- 2019 XXII. Soproni Érembiennálé;
  - Glass Spring Tér-kép Galéria, Budapest;
  - Habatat kiállítás, MKISZ;
  - MAOE Dimenziók, Szeged;
  - Paul Klee emlékkiállítás, Tatabánya
- 2020 Frauenau Glasmuseum Magyar Üvegművészeti Társaság Kiállítása, Frauesnau
- 2021 Vírusvilág Magyarországon, Interdiszciplináris Szakosztály, MKISZ Budapest;
  - Csepeli Őszi Tárlat, Budapest

### Szimpozionok
- 19., 20. Nemzetközi Művésztelep, Győr (1987, 1988)
- 2. Üvegszimpozion, Ajka (1990)
- XI. Nemzetközi Üvegszimpozion, Bárdudvarnok (2001)

### Művek közgyűjteményekben
- Soproni Múzeum, Sopron
- Szent István Király Múzeum, Székesfehérvár
- Laczkó Dezső Múzeum, Veszprém
- Magyar Kortárs Galéria, Dunaszerdahely

## Díjai és ösztöndíjai
- Dicsérettel kiemelt diplomamunka (1985)
- IV. Szocialista Országok Iparművészeti Quadriennáléja, Elismerő oklevél, Erfurt (1986)
- VI. Országos Érembiennálé KISZ-díj, Sopron (1987)
- FIS-díj (1987)
- Derkovits-ösztöndíj (1987–89)
- XIX. Országos Érembiennálé,  A Magyar Éremművészetért Alapítvány díja (2013)
- MMA alkotói ösztöndíj (2020)